# Maximilian Kirschner
Maximilian Kirschner (5. November 1861 in Chemnitz – 16. Februar 1913 in Neu-Zittau) war ein deutscher Theaterschauspieler.

## Leben
Kirschner begann seine Theaterlaufbahn 1878 bei einer reisenden Gesellschaft. Dann kam er nach Chemnitz, Rostock, Olmütz, Basel, Liegnitz (wo er vier Jahre wirkte). Anschließend trat Kirschner in Görlitz, Kiel, Krefeld und zuletzt Danzig auf, wo er nach siebenjähriger Tätigkeit, nachdem er dort wie bisher im Schau- und Lustspiel wie in der Posse und Operette Verwendung gefunden hatte, Abschied nahm („Pastor“ im Hofschauspieler, „Herr Senator“, „Maurerpolier Gluck“ im Fest der Handwerker etc.), um nach einem im Juni 1899 absolvierten Gastspiel am königlichen Hoftheater Berlin (in Das fünfte Rad und Auf der Sonnenseite) für charakterkomische Rollen in den Verband dieses Kunstinstitutes zu treten.
Wenngleich er auch dort als „Voß“ im Kompagnon, „College Kramtpon“ etc. Gelegenheit fand, sein Können zu erweisen, so schied er jedoch infolge ungenügender Beschäftigung 1901 von dieser Hofbühne und folgte einer Einladung des Schillertheaters.
Seine Darstellungsweise war frei von dem, was man als Schauspielervirtuosentum zu bezeichnen pflegt. Er zeichnete sich durch eine sehr ausdrucksfähige Mimik und Sprechweise aus, von einer äußerst charakteristischen Komik unterstützt. Er war ein natürlicher Schauspieler.